# Spoorlijn Guingamp - Paimpol
De spoorlijn Guingamp - Paimpol is een Franse spoorlijn van Guingamp naar Paimpol. De lijn is 35,8 km lang en heeft als lijnnummer RFN 486 000.

## Geschiedenis
De lijn werd geopend door de Compagnie des chemins de fer de l'Ouest op 11 augustus 1894. In 1924 werd een derde rail toegevoegd zodat ook normaalsporig materieel gebruik kon maken van de lijn. De rail voor meterspoor werd verwijderd in 1952.

## Treindiensten
De SNCF verzorgt het personenvervoer op dit traject met TER treinen.
| Serie | Treinsoort | Route              | Bijzonderheden |
| ----- | ---------- | ------------------ | -------------- |
| P 12  | TER (SNCF) | Guingamp – Paimpol |                |

## Aansluitingen
In de volgende plaats was er een aansluiting op de volgende spoorlijnen:
Guingamp
RFN 420 000, spoorlijn tussen Paris-Montparnasse en Brest
RFN 485 000, spoorlijn tussen Guingamp en Carhaix
Paimpol
RFN 486 506, havenspoorlijn Paimpol

## Galerij

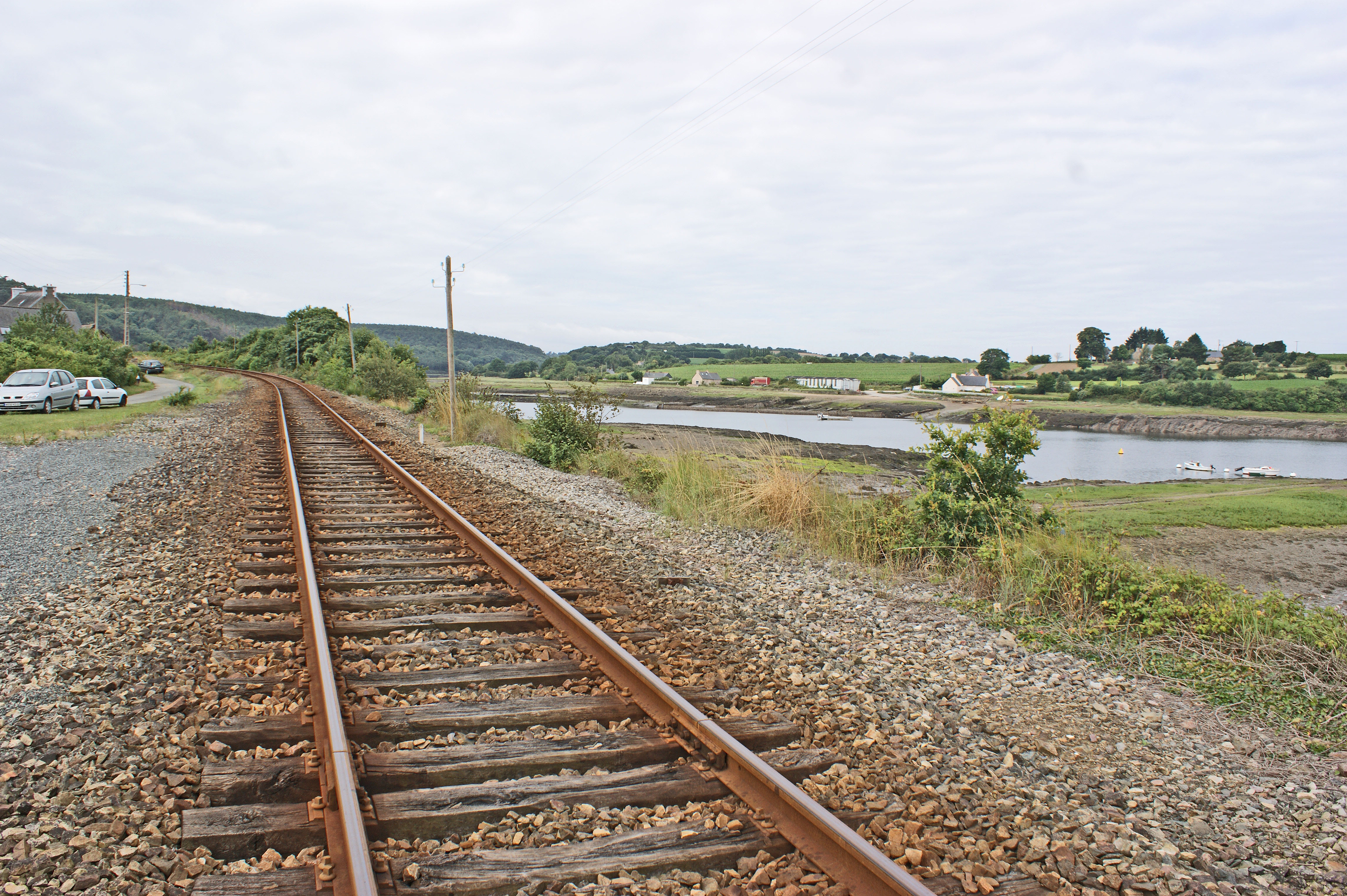
De lijn bij Lancerf
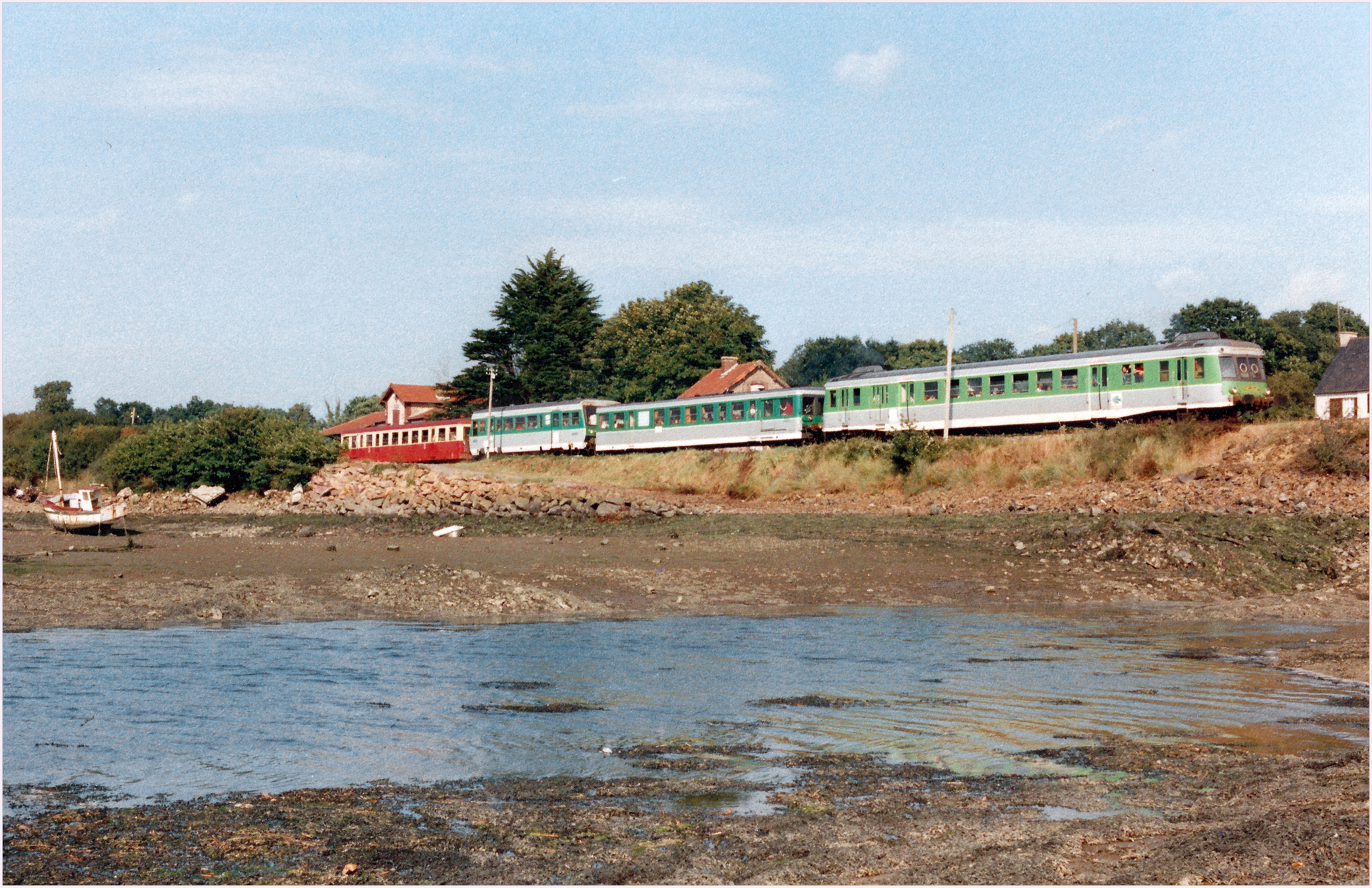
X2400 in 1995
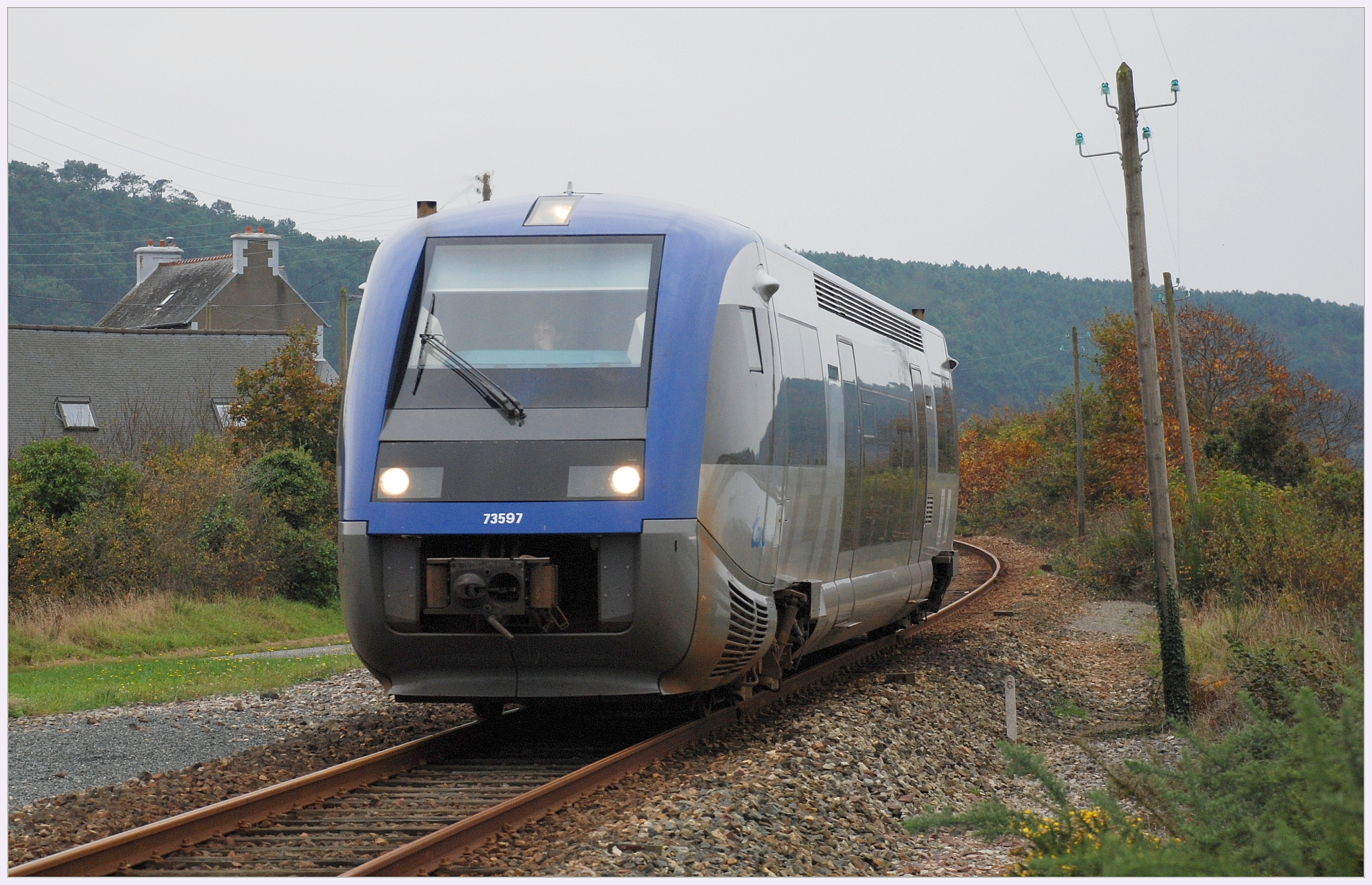
Een railbus richting Paimpol